# 白井奈津
白井 奈津（しらい なつ、1990年3月22日 - ）は、日本のナビゲーター、テレビレポーター。愛知県名古屋市出身。ポッシブル所属。

## 経歴
小学校入学後に、スウェーデンでおよそ2年間の海外生活を送る。高校2年の春、オーストラリアへ留学し英語を学ぶ。
金城学院大学現代文化学部情報文化学科に進学。授業の一環でラジオ番組を制作。
2008年冬、MID-FM「mega.JD(目が点女子大生)」にてMCを担当。ZIP-FMが毎年開催しているDJオーディション「ミュージック・ナビゲーター・コンテスト」の2009年（第16回）準グランプリ受賞。
2010年春、「LACHIC present SAKAE SP-RING2010」のスポットCMでナレーションを担当。
2011年、現役女子大生ナビゲーターとして、ZIP-FMナビゲーターとなる。
2022年、愛知県警より交通安全大使に起用される。
2022年7月15日、愛知県警1日高速隊長として刈谷ハイウェイオアシスにて「STOPながらスマホ」キャンペーンを実施
2023年12月7日、1日愛知県中村警察署長としてJR名古屋駅前にて「輝け自分！交通事故防止キャンペーン」を実施。

## 人物
- 趣味はライブ鑑賞。特技はダブルダッチ[1]とエルモのものまね。また、白井が担当する『HOORAY HOORAY FRIDAY』では、毎週様々な有名人のものまねを披露していた時期があった。
- 趣味もあり、ロックバンドを始めとする様々なアーティストとの交流がある。特に04 Limited Sazabysやポタリなど、東海地方のアーティストと親交が深い。ポタリのシングル『Are you ready？』のミュージックビデオに出演している。また、吉澤嘉代子とも親交が深い。
- 塩が大好物。飼い猫に「えん（塩）」という名前をつけるほどである。
- 唐揚げ好き。高校生のころ友人に弁当の唐揚げを横取りされ激怒した。
- イベントでは雨天となることが多く、ファンの間では雨女として認知されている。

## 現在の出演番組
ラジオ（すべてZIP-FM）
- HOORAY HOORAY FRIDAY（金曜 16:00 - 19:00）
- FIND OUT（日曜 21:00 - 23:00）

テレビ
- ドデスカ!（メ～テレ） - リポーター
- ドデスカ+（メ～テレ） - リポーター
- あまドラ〜天野っちのドライブしよう!!〜（テレビ愛知、土曜20:54 - 21:00）

## 過去の出演番組
ラジオ（すべてZIP-FM）
- Z-POP COUNTDOWN 30 （2011年1月・2月・4月 - 2013年3月）
- SUNDAY HAPPY HOUR（2012年4月 - 2013年4月）
- WOW!（2013年4月 - 2015年3月）
- Z-POP STREET（ - 2016年3月）
- Mirror Park（2020年6月24日・25日） - 小林拓一郎の代演
- BEATNIK JUNCTION（2022年2月9日・10日・2023年1月5日・9日） - 清里千聖の代演

テレビ
- おはZIP!（中京テレビ） - リポーター
- みちゃえる!（CBCテレビ） - エンタメナビゲーター
- 視聴者参加型生クイズ お茶の間アンサー!（東海テレビ） - 中継リポーター
- キャッチ!（中京テレビ） - 中継・リポーター
- やすだの歩き方（CBCテレビ） - エンタメナビゲーター
- デルサタ（メ～テレ） - リポーター
- うまい!の極み（CBCテレビ） - リポーター